# Napoleon: Total War
Napoleon: Total War is het zesde deel uit de Total War-reeks van computerspellen, en focust op de opkomst en ondergang van Napoleon Bonaparte. Spelers krijgen de kans om in de voetstappen te treden van Napoleon, of het juist tegen hem op te nemen. Het spel gebruikt de mix van turn-based strategy en real-time tactics die karakteristiek is voor de Total War-reeks. Napoleon: Total War kwam uit in februari 2010. Het spel is gebouwd met dezelfde game engine als Empire: Total War, maar heeft enkele wijzigingen ondergaan.

## Single Player
Zoals alle Total War-spellen is het opgedeeld in twee delen: een turn-based campaign-kaart waarop spelers legers en vloten rekruteren en verplaatsen, handel en diplomatie bedrijven, hun steden uitbouwen , agenten zoals spionnen gebruiken en onderzoek voeren naar nieuwe technologieën. Wanneer twee vijandelijke legers (of vloten) elkaar treffen op de kaart, gaat men over naar een realtime-gevecht waar men zelf de troepen kan besturen (of men kan de computer de uitslag laten berekenen zonder zelf te vechten).
In tegenstelling tot de vorige games waar er slechts één campaign was, zijn er nu meerdere. In de Italiaanse campaigns moet de speler als Napoleon de Oostenrijkers uit Noord-Italië verdrijven in de jaren 1796-97. De Egyptische campaign richt zich op de invasie van Egypte in 1798, waar de speler moet strijden tegen de mammelukken en Ottomanen. De Britten hebben een basis opgericht op Cyprus om de Fransen een hak te zetten. De Europa-campaign vindt plaats in de jaren 1805-1812, waar de speler als Frankrijk zijn vijanden op het vasteland moet verslaan. Het spel laat ook toe de Europa-campaign te spelen als Oostenrijk, Pruisen, Rusland of Groot-Brittannië, onder de titel "Campagnes van de Coalitie". Verder zijn er nog een aantal onspeelbare facties, zoals de Italiaanse stadstaten in de Italiaanse campaign, en staten als de Bataafse Republiek, Spanje, Portugal, het Ottomaanse rijk en Zweden. Elke campaign vereist dat om te winnen de speler een aantal gebieden moet veroveren, waarvan sommige gespecificeerd zijn.

Hoewel dezelfde engine wordt gebruikt als bij Empire: Total War, zijn er een flink aantal wijzigingen. De beurten in de campaign stellen nu twee weken voor, in plaats van de zes maanden in Empire: Total War. Wanneer troepen hun beurt eindigen in een zeer warm gebied (zoals de Woestijn), of zeer koud gebied (de Russische steppes in de winter of de Alpentoppen), zullen ze mankracht verliezen door uitputting en ziekte. Sommige gebieden kunnen in plaats van veroverd, bevrijd worden. 

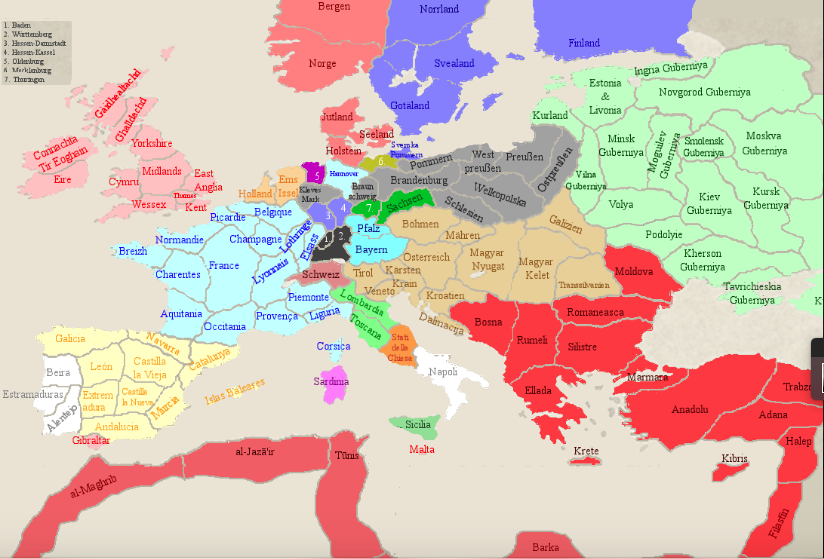
Kaart van Napoleon: Total War.

Er ontstaat dan een nieuwe staat die jouw protectoraat wordt. Voorbeelden van zulke staten zijn België, Griekenland, Catalonië, Hongarije en Ierland. Generaals spelen een zeer belangrijke rol. Ze geven een moreelbonus aan troepen dicht bij hen, en kunnen eenheden inspireren, waardoor ze beter vechten. Sommige generaals (zoals Napoleon, Blucher en Wellington) kunnen niet worden gedood in de campaign. In plaats daarvan zullen ze (wanneer een vijandelijke agent een moordpoging doet, of ze tijdens een veldslag "sneuvelen"), terug worden gestuurd naar de hoofdstad, waar ze enkele beurten onbeschikbaar zijn.
Er is ook de mogelijkheid om enkele historische gevechten van Napoleon na te spelen, zoals Waterloo, Austerlitz en Trafalgar, los van de campaigns.

## Multi-player
Spelers kunnen het in land- en zeegevechten tegen elkaar opnemen, zoals in Empire: Total War. Er zijn echter ook enkele nieuwe dingen toegevoegd. Wanneer men in de campaign een gevecht begint, kan men kiezen om een speler te zoeken die in plaats van de AI speelt (zogenaamde drop-in-gevechten). Ook is er nu de mogelijkheid om multiplayer-campaigns te spelen tegen elkaar.

## Uitbreidingen
Op 26 maart 2010 werd er gratis downloadable content uitgebracht, genaamd "The Imperial Guard Pack", die verschillende nieuwe eenheden toevoegt. De "Coalition Battle Pack" werd uitgebracht op 6 mei, die ook nieuwe eenheden toevoegt, zoals de Coldstream Guards.
Op 25 juni 2010 werd "The Peninsular Campaign" uitgebracht, die concentreert op de Spaanse Onafhankelijkheidsoorlog. Speelbare facties zijn Spanje, Portugal, Groot-Brittannië en Frankrijk. De campaign map is geconcentreerd op het Iberische schiereiland en er wordt gebruikgemaakt van guerrillaeenheden die op meerdere plaatsen binnen het slagveld kunnen worden opgesteld, in tegenstelling tot gewone eenheden. De campaign kent ook enkele game play-elementen waarin bijvoorbeeld propaganda moet gevoerd worden om de bevolking te overtuigen.